# Calabria (ariete torpediniere)
Il Calabria fu un ariete torpediniere della Regia Marina italiana, appartenente alla classe Regioni detta anche Lombardia dal nome della capoclasse.

## Progetto
Derivato dall'ariete torpediniere Dogali, fu uno dei tanti progetti del generale del genio navale Giovanni Masdea; alcune caratteristiche lo rendevano una sottoclasse in esemplare unico della sua classe, tra cui un solo fumaiolo e tre alberi militari. La nave fu costruita essenzialmente per il servizio stazionario coloniale e d'oltremare, e di conseguenza era inadatta ai servizi di squadra, soprattutto per la ridotta velocità; in compenso era ottimo per servizi in mare lontani, vista l'autonomia di 4.000 miglia.

## Storia

L'incrociatore Calabria nel 1897

Il Calabria venne costruito nell'Arsenale Militare Marittimo della Spezia, dove il suo scafo venne impostato sugli scali il 22 settembre 1890. Classificato ariete torpediniere, al momento del varo avvenuto il 20 settembre 1894 venne classificato incrociatore protetto e, dopo essere stato completato nel 1897, entrò in servizio il 21 luglio 1897. Immediatamente fu inviata presso l'isola di Creta a causa della crisi che sconvolgeva il Mediterraneo orientale. Nel 1898, in occasione della guerra ispano-americana il Calabria fu destinato al Mar delle Antille fino al termine del conflitto.
Agli inizi del novecento partecipò alla spedizione in Cina nell'ambito dell'Alleanza delle otto nazioni che si era formata in seguito alla rivolta dei Boxer. Un reparto di truppe da sbarco fu aggregato alle forze multinazionali inviate a Pechino per liberare le legazioni straniere assediate, mentre un altro reparto da sbarco fu coinvolto nelle operazioni per occupare i Forti Taku. Rientrato poi in Italia nel 1901 fu successivamente inviato in Venezuela, da dove raggiunse poi Cuba e la Martinica. L'anno seguente lasciò l'Atlantico per l'oceano Pacifico raggiungendo nel gennaio 1903 le isole Tuamotu, le isole Marshall e infine Shanghai. Dopo una lunga sosta rientrò in Italia nel gennaio 1904.
Nel 1905 partì per un viaggio attorno al mondo che si concluse nel febbraio 1907. Nel 1909 compì un nuovo viaggio attorno al mondo, ma nel 1911, durante la guerra italo-turca, trovò impiego operativo nelle acque del mar Rosso per partecipare al blocco dei porti turchi. In questa occasione il Calabria effettuò anche il bombardamento di alcune postazioni di artiglieria nemica. Dopo essere rientrato in Italia nel 1914 fu nuovamente inviato nel mar delle Antille per proteggere i cittadini italiani nel caso fossero in pericolo a causa della guerra tra Messico e Stati Uniti d'America.
Nel corso della prima guerra mondiale prestò servizio in Africa orientale pattugliando le coste dell'Eritrea e della Somalia, compiendo complessivamente 24 missioni di guerra. Nel luglio 1922 avviò l'ultima missione in Estremo oriente stazionando nei porti cinesi e giapponesi; dal 22 aprile all'11 maggio del 1923 approdò a Yokohama, e il suo reparto da sbarco di fanteria di marina prestò soccorso alla popolazione di Tokio colpita dal Grande terremoto del Kantō del 1923. Fu poi sostituito nel servizio dall'esploratore Libia. Rientrata a Taranto nell'agosto 1924, fu riclassificato "cannoniera" e destinato alla scuola cannonieri, per venire ritirato dal servizio e radiato il 13 novembre 1924 ed essere poi venduto per demolizione.